# 孔顏樂處
孔顏樂處，源自《論語》所載兩則重要的生活與心境描寫。其一是孔子自述：「飯疏食，飲水，曲肱而枕之，樂亦在其中矣。」孔子認為，即使僅以粗茶淡飯果腹，枕著手臂小休，也足以感受到人生的樂趣，因為真正的快樂並非依賴物質的豐厚，而在於心境的安然與道德的自得。其二則是顏回的實踐：「一簞食，一瓢飲，在陋巷，人不堪其憂，回也不改其樂。」即使生活清貧到只有簡單的飲食與粗陋的居所，顏回依然怡然自得，不因環境而改變內心的樂處。
此兩則被後來的周敦頤作為教學之核心。二程從學於周敦頤時，周敦頤經常鼓勵二程尋找孔顏「所樂何事」。謝居憲認為，儒家大部份時間放在自我修養上，且以自我修養作為民主科學之奠基。儒家所嚮往的理想社會正是「老者安之，朋友信之，少者懷之」。若要達成這個境界，則需提升自我修養，其中之一正是「孔顏樂處」。

## 孔顏所樂
二程認為，這裡的「其」是一個代詞，指的是顏回，也就是說「其樂」是指顏回的快樂。那他快樂的是什麼呢？二程認為沒辦法馬上知道。所以這個「其」字本身值得「玩味」。然而，周敦頤則提出了另一種解釋。他認為「尋」這個動作本身就帶有樂趣，而不必等到最終有所「得」才感到快樂。換言之，「尋」不是一種手段性的過程，而是一種內在的價值與體驗。人在尋索的過程中，已經與道理相接，已經在「尋」中展現出生命的生動與精神的充實。因此，「尋」之所以為樂，不在於最後獲得什麼確定的答案，而在於那種不斷探究、不斷貼近真理的心境。這樣的觀點，將「樂」由外在的結果轉移到內在的實踐之中，使「尋」不再是等待被證成的步驟，而是生命本身一種即時可感的圓滿。
現代有不少學者都探討過「孔顏之樂」，像馮友蘭就曾對這個概念提出自己的看法。他在承接前人研究的基礎上，認為所謂「孔顏之樂」其實是一種「自樂」。